# باريس (سفينة شراعية - 1849)
باريس هي سفينة حربية شراعية تابعة لأسطول البحر الأسود للإمبراطورية الروسية، والتي كانت جزءًا من الأسطول من عام 1849 إلى عام 1855، وهي واحدة من ثلاث سفن من فئة "الرسل الاثني عشر" التي شاركت في حرب القرم، بما في ذلك معركة سينوب. أثناء خدمتها، شاركت في الغالب في الرحلات العملية في البحر الأسود ونقل القوات؛ أثناء الدفاع عن سيفاستوبول.
تم تسمية السفينة تكريما لدخول القوات الروسية إلى باريس في مارس 1814، وكانت آخر البوارج الشراعية الثلاث التابعة للأسطول الروسي والتي حملت هذا الاسم. قبل ذلك، تم بناء السفن التي تحمل الاسم نفسه في عامي 1814 و1826؛ كما خدمت كلتا السفينتين المبنيتين سابقًا في أسطول البحر الأسود.

## وصف السفينة

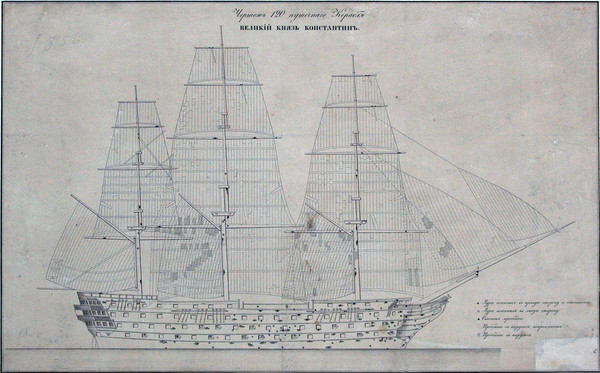
رسم الأضرار القتالية للسفينة

تم بناؤها في نيكولاييف من عام 1838 إلى عام 1852.
كانت السفن من هذا النوع هي السفن الشراعية الأكثر تقدمًا في الأسطول الروسي في ذلك الوقت. لم يكن لديها مثيل بين السفن الشراعية من حيث الصفات القتالية.

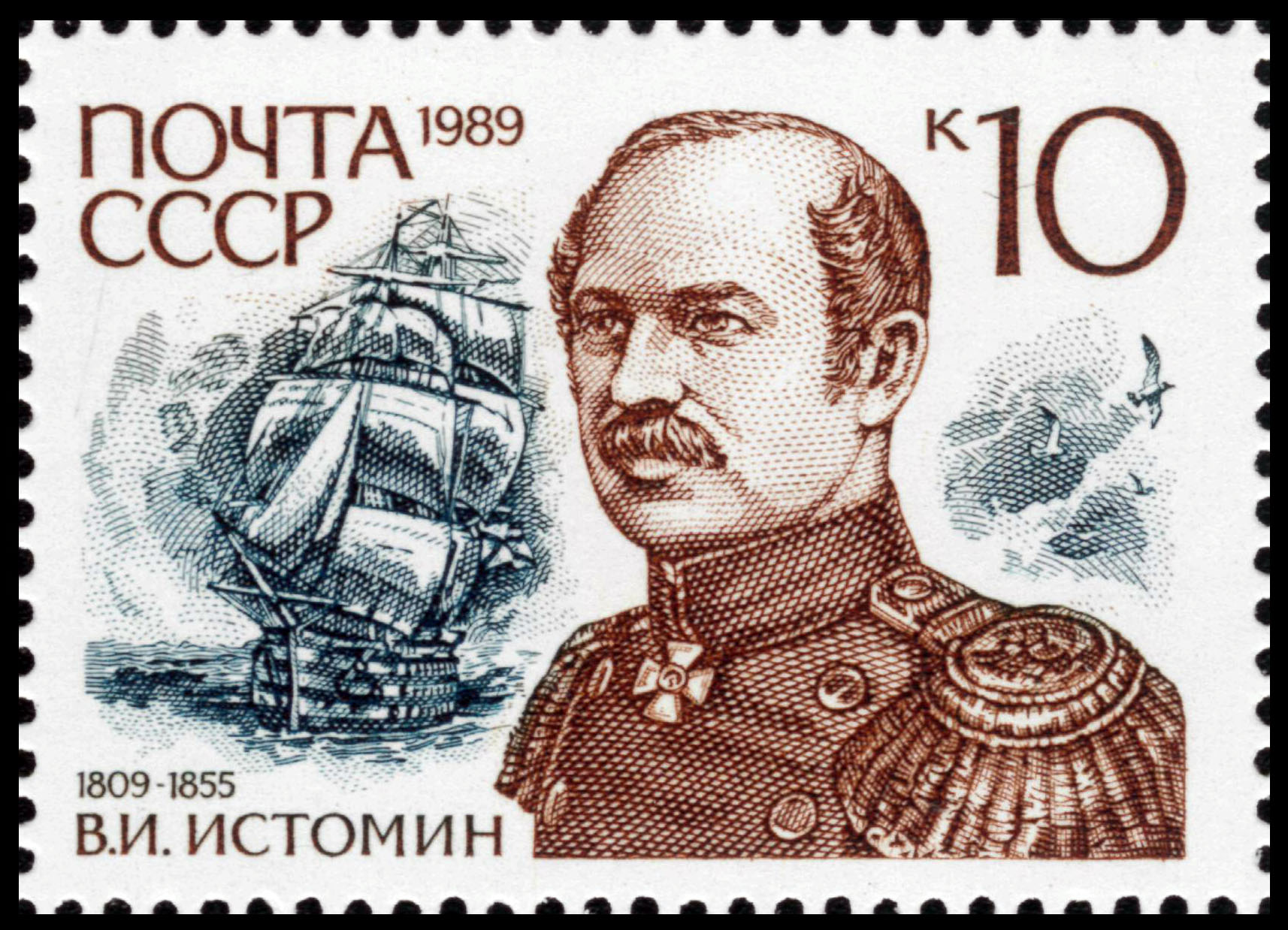
"باريس " على طابع بريدي سوفييتي عام 1989م

بلغت إزاحة السفينة 4790 طنًا، والطول 64.6 مترًا، والعرض 18.1 مترًا، والجزء الغاطس 7.7 مترًا. تراوح تسليح السفينة، بحسب معلومات من مصادر مختلفة، من 120 إلى 130 مدفعاً وقد تضمنت ثمانية وعشرين مدفعاً بوزن 68 رطلاً على سطح السفينة، ويتكون طاقم السفينة من 1000 شخص.

## قادة السفينة
الأدميرال فلاديمير استومن (1850-1854)
الأدميرال بافل ألكسندروفيتش بيرشيلين (1855)